# Mario Bernardel
Mario Bernardel (Romans d'Isonzo, 7 agosto 1922 – ...) è stato un calciatore italiano, di ruolo difensore.

## Carriera
Dopo aver militato nel Monfalcone e nello Stabia, si trasferisce all'Arsenale di Taranto con cui conquista la promozione in Serie B nella stagione 1945-1946. Debutta in serie cadetta nel campionato 1946-1947, disputando 30 gare e segnando 2 reti.
Dopo la fusione tra Arsenale e Taranto, milita nella nuova Arsenaltaranto per altri otto anni, totalizzando 236 presenze di cui 108 in Serie B.
Dopo la retrocessione in Serie C avvenuta nel 1950, gioca per quattro anni nella terza serie raggiungendo nuovamente la Serie B al termine del campionato di Serie C 1953-1954.

## Palmarès

### Club

#### Competizioni nazionali
- Serie C: 1

Arsenaltaranto: 1953-1954